# Spiele der kleinen Staaten von Europa 2005
| XI. Spiele der kleinen Staaten von Europa | XI. Spiele der kleinen Staaten von Europa                    |
| ----------------------------------------- | ------------------------------------------------------------ |
| Ausrichtendes Land                        | Andorra                                                      |
| Teilnehmende Nationen                     | 8                                                            |
| Wettbewerbe                               | 120 in 10 Sportarten                                         |
| Eröffnung                                 | 30. Mai 2005                                                 |
| Schlussfeier                              | 4. Juni 2005                                                 |
| Eröffnet durch                            | Joan Enric Vives i Sicília (Kofürst des Fürstentums Andorra) |

| Medaillenspiegel | Medaillenspiegel | Medaillenspiegel | Medaillenspiegel | Medaillenspiegel | Medaillenspiegel |
| Platz            | Land             | Gold             | Silber           | Bronze           | Gesamt           |
| ---------------- | ---------------- | ---------------- | ---------------- | ---------------- | ---------------- |
| 1                | Zypern           | 39               | 28               | 24               | 91               |
| 2                | Island           | 26               | 23               | 27               | 76               |
| 3                | Luxemburg        | 18               | 21               | 23               | 62               |
| 4                | Monaco           | 11               | 8                | 18               | 37               |
| 5                | Andorra          | 8                | 14               | 9                | 31               |
| 6                | Malta            | 7                | 13               | 18               | 38               |
| 7                | San Marino       | 6                | 9                | 7                | 22               |
| 8                | Liechtenstein    | 5                | 5                | 3                | 13               |

Die Spiele der kleinen Staaten von Europa 2005 war eine Sportveranstaltung mehrerer flächen- und bevölkerungsmäßig kleiner Länder Europas. 

## Veranstaltung
Sie wurden vom 30. Mai bis zum 4. Juni 2005 in Andorra la Vella, Andorra ausgetragen. Andorra war zum zweiten Mal nach 1991 Gastgeber der Spiele.

## Teilnehmende Länder
An den Kleinen Spielen 2005 nahmen teil:
| - Andorra - Island | - Liechtenstein - Luxemburg | - Malta - Monaco | - San Marino - Zypern |

## Sportarten
In folgenden 10 Sportarten wurden die Medaillengewinner ermittelt:
| - Basketball - Judo - Leichtathletik - Radsport - Schießen | - Schwimmen - Taekwondo - Tennis - Tischtennis - Volleyball |